# Alexander Goette
Alexander Wilhelm Goette (* 31. Dezember 1840 in Sankt Petersburg; † 5. Februar 1922 in Handschuhsheim) war ein deutscher Zoologe und Embryologe, der Beiträge zur Entwicklungsbiologie der Wirbeltiere leistete, als Dozent wirkte und zoologische Lehrbücher schrieb.

## Leben
Sohn des Arztes und Staatsrates Ernst Bernhard Goette, der zum russischen Adel gehörte, und Natalie Goette geb. Bach, studierte Goette ab 1860 Medizin an der Kaiserlichen Universität Dorpat. 1866 promovierte er an der Eberhard-Karls-Universität Tübingen zum Dr. med. 1872 wurde er zoologischer Assistent an der Kaiser-Wilhelms-Universität Straßburg. Nachdem er sich dort habilitiert hatte, wurde er 1877 zum außerordentlichen Professor und 1880 zum Direktor des Städtischen Museums ernannt. Von 1882 bis 1886 war er Professor an der Universität Rostock. Ab 1886 wirkte er wieder in Straßburg.
Seit 1920 war er außerordentliches Mitglied der Heidelberger Akademie der Wissenschaften und korrespondierendes Mitglied der Preußischen Akademie der Wissenschaften.
Goette befasste sich wie Carl Gegenbaur mit der Entwicklungsgeschichte der Wirbeltiere und verfasste hervorragend illustrierte Werke. Ein Interesse für die Anatomie des Todes machte ihn zum Autor eines historischen Werks über mittelalterliche Totentänze.

## Werke (Auswahl)
- Die Entwicklungsgeschichte der Unke (Bombinator igneus) als Grundlage einer vergleichenden Morphologie der Wirbelthiere. mehrere Auflagen. 1874, 1879. doi:10.5962/bhl.title.3644 doi:10.5962/bhl.title.10868 doi:10.5962/bhl.title.2160
- Ueber Entwicklung und Regeneration des Gliedmassenskelets der Molche. L. Voss, Leipzig 1879 doi:10.5962/bhl.title.4899
- Über den Ursprung des Todes. Voss, Hamburg/Leipzig 1883. (Digitalisat)
- Tierkunde. Straßburg, 1890.
- Claus und die Entwicklung der Scyphomedusen. Leipzig 1891 doi:10.5962/bhl.title.11314
- Holbeins Totentanz und seine Vorbilder. Trübner, Straßburg 1897. (Digitalisat)
- Vergleichende Entwicklungsgeschichte der Geschlechtsindividuen der Hydropolypen. Leipzig 1907 doi:10.5962/bhl.title.7427
- Die Entwicklungsgeschichte der Tiere – kritisch untersucht. de Gruyter, Berlin 1921. urn:nbn:de:hebis:30:3-91246